# آکیرا کوبودرا
آکیرا کوبودرا (انگلیسی: Akira Kubodera; ۲۰ ژانویهٔ ۱۹۷۷ – ۱۳ نوامبر ۲۰۲۰) بازیگر اهل ژاپن بود.